# Jatropha hildebrandtii
Jatropha hildebrandtii är en törelväxtart som beskrevs av Ferdinand Albin Pax. Jatropha hildebrandtii ingår i släktet Jatropha och familjen törelväxter.

## Underarter
Arten delas in i följande underarter:
- J. h. hildebrandtii
- J. h. torrentis-lugardi